# Dhagpo Kagyu Mandala
Das Dhagpo Kagyü Mandala ist ein Zusammenschluss zahlreicher buddhistischer Zentren der Karma-Kagyü-Tradition in Europa, ausgehend von Dhagpo Kagyü Ling, dem europäischen Hauptsitz des Gyalwa Karmapa. Die Zentren stehen unter der spirituellen Leitung des Karmapa-Kandidaten Trinle Thaye Dorje und dessen europäischen Vertreters Jigme Rinpoche.

## Geschichte und Hintergrund
1975 kam der 16. Gyalwa Karmapa in Begleitung von Gendün Rinpoche und Jigme Rinpoche nach Europa und besuchte die Dordogne, Südfrankreich, wo er 1974 von Georges Benson ein Stück Land geschenkt bekam. Gendün Rinpoche wurde als spiritueller Leiter und Jigme Rinpoche als europäischer Repräsentant des Gyalwa Karmapas eingesetzt. Sie kümmerten sich fortan um den Aufbau des Zentrums Dhagpo Kagyü Ling, das später zum Hauptsitz der Karma Kagyü-Linie in Europa wurde. 1988 wurde die zu Dhagpo Kagyü Ling gehörige klösterliche Gemeinschaft Karma Dharma Chakra per Ministerialverordnung als Religionsgesellschaft anerkannt. Dies war scheinbar das erste Mal, dass eine nicht-christliche Organisation eine derartige Anerkennung in Frankreich erhielt. Das Dhagpo Kagyü Mandala ist Mitglied der Europäischen Buddhistischen Union, unterhält viele Zentren und Vereine in Deutschland und ist Bestandteil eines Netzwerks von ca. 900 Karma Kagyü-Zentren in 62 Ländern, die im Konflikt um die Nachfolge des 16. Gyalwa Karmapa den Karmapa-Kandidaten Trinle Thaye Dorje als Oberhaupt der Karma Kagyü-Tradition anerkennen.